# Chucula
La Chucula es una bebida dulce hecha a base del plátano maduro cocinado. Es una bebida tradicional de la comunidad amazónica del Ecuador y, al igual que la chicha, no requiere de un período de fermentación. Es una bebida mencionada en el Atlas de la alimentación ecuatoriana indígena y afrodescendiente y forma parte habitual de la dieta de los Siona, población indígena del noreste del país.
En el cantón Balzar, provincia del Guayas esta bebida es muy popular debido a su gran producción de leche, queso y plátano.

## Características
Los ingredientes primordiales son agua, especias dulces (canela), panela o azúcar y plátano maduro son los ingredientes que se necesitan para la preparación de la chucula, también se puede agregar un poco de leche para variar el sabor y espesor. Los plátanos maduros deben cocinarse en agua o en leche hasta que se deshaga. Posteriormente, el plátano es machacado con un mazo de madera. En algunas preparaciones le agregan esencia de vainilla y queso rayado.
La preparación de chucula también pueden incluir maíz maduro o tierno, el cual debe ser molido, tamizado y remojado para que las cáscaras de los granos se puedan quitar de la mezcla. Este tipo de preparación permite mezclar el azúcar y más nutrientes del plátano con los aminoácidos esenciales del maíz, ingrediente principal que le da a la bebida sus propiedades energizantes.
Se la puede servir fría o caliente. Por su alta cantidad de potasio se considera beneficioso para la salud, también posee las vitaminas del grupo B.